# 荷葉邊迷你裙

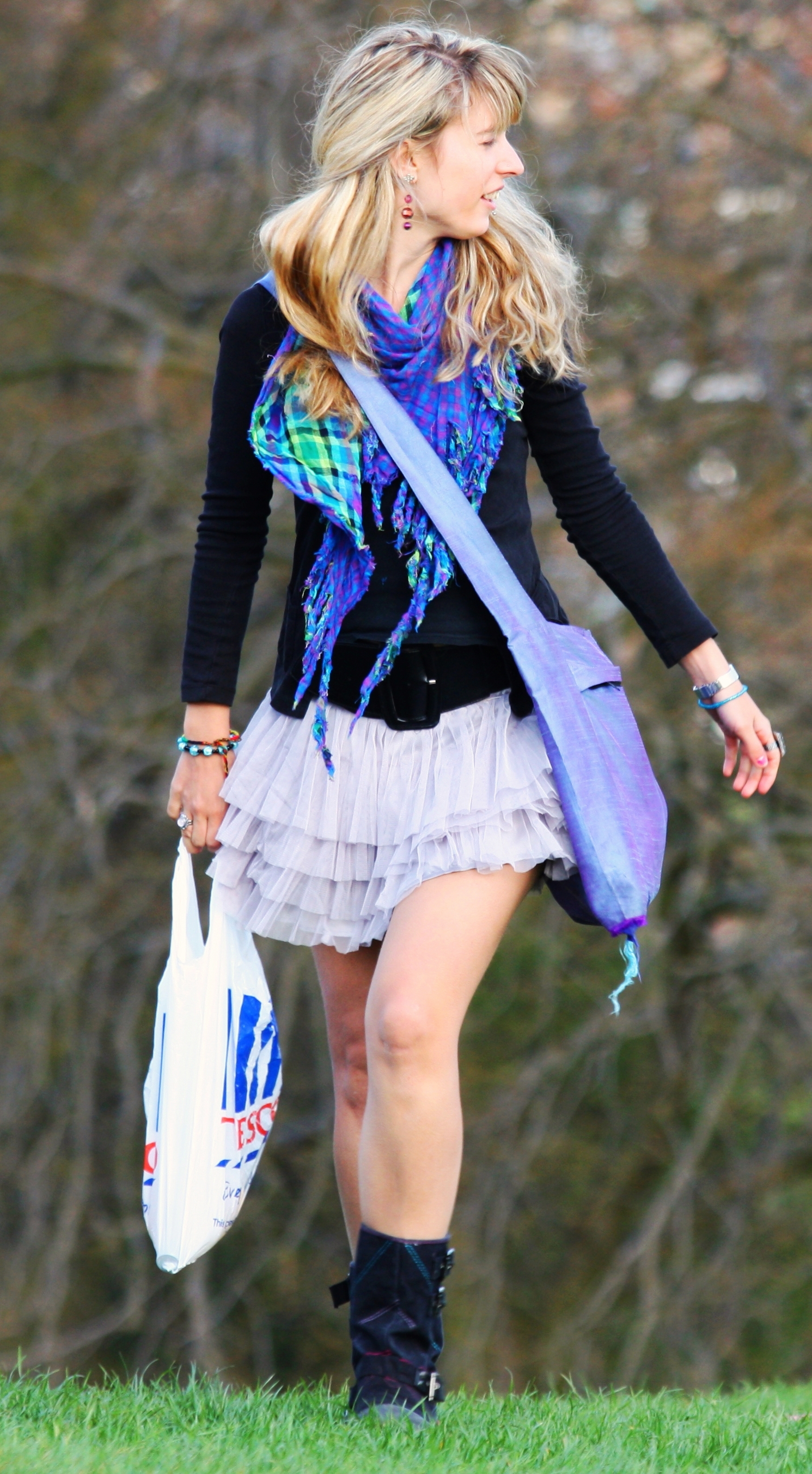
英国穿著荷葉邊迷你裙的女性

荷葉邊迷你裙也稱為啦啦隊裙（英語：rah-rah skirt），是有荷葉邊的分層短裙，源自於競技啦啦隊，在1980年代初期成為少女的流行服飾。正如《牛津字典》所述的一樣，這是首次成功的讓類似1960年代初期的迷你裙再度流行。荷葉邊迷你裙是由時裝設計師安吉拉·斯通（Angela Stone）和Gifi Fields所提出的，她們的構想是用重的布料來製作芭蕾舞裙。後來在1980年代，這種服飾常和皮革、丹寧布或是蕾絲搭配。 
迷你裙在1990年代再度流行．取代了荷葉邊迷你裙的熱潮。荷葉邊迷你裙在2008年重新在英國流行，口號是：「80年代的服裝仍非常時尚」。
在一些專輯的封面可以看到荷葉邊迷你裙，例如Strawberry Switchblade在1984年的專輯Since Yesterday。

## 字源
Rah-rah是hurrah（歡呼）縮寫的重複。

## 歷史
荷葉邊迷你裙最早是從啦啦隊起源的，在1982年變成主流服飾之一，荷葉邊迷你裙在1980年代流行，但1990年代真正的迷你裙開始流行了，因此荷葉邊迷你裙就不再流行了，不過後者在2008年在英國又重新流行。